# Predstavnički dom Novog Zelanda
Predstavnički dom Novog Zelanda (engleski: New Zealand House of Representatives) je jedini dom Parlamenta Novog Zelanda, kojeg čini zajedno s vladajućim monarhom Novoga Zelanda. Predstavnički dom donosi zakone, iz svojih redova daje ministre za osnivanje vlade i nadzire rad iste. Također je zadužen za donošenje državnog proračuna i odobravanje troškova.
Predstavnički dom je demokratski izabrano tijelo čiji su zastupnici znani kao članovi parlamenta (Members of Parliament, MPs). Uglavnom se sastoji od 120 zastupnika, međutim moguće je da taj broj bude i veći zbog visećih mandata. Sedamdeset zastupnika se bira izravno kroz izborne jedinice, dok se ostala mjesta popunjavaju preko popisa temeljnog udjela kojeg svaka stranka ima u ukupnom broju glasova. Maori su od 1867. godine imali svog predstavnika, a 1893. godine žene su, prve na svijetu, dobile pravo glasa. Biračko pravo nemaju osuđenici koji još uvijek zbog odsluženja kazne borave u zatvoru.
Utemeljen je 1852. godine, dvije godine prije osnivanja samoga Parlamenta, donošenjem Novozelandske ustavne odredbe, koja je uspostavila dvodomni parlament. Zakonodavno vijeće, bivšnji donji dom Parlamenta, ukinuto je 1951. godine. Parlament, time i Predstavniči dom, je potpunu kontrolu nad politikom Novog Zelanda stekao 1947. godine donošenjem Zakona o usvajanju Westminsterskog statuta.

## Vanjske poveznice
- Službene stranice (engl.)